# Architekturmuseum der Technischen Universität Berlin

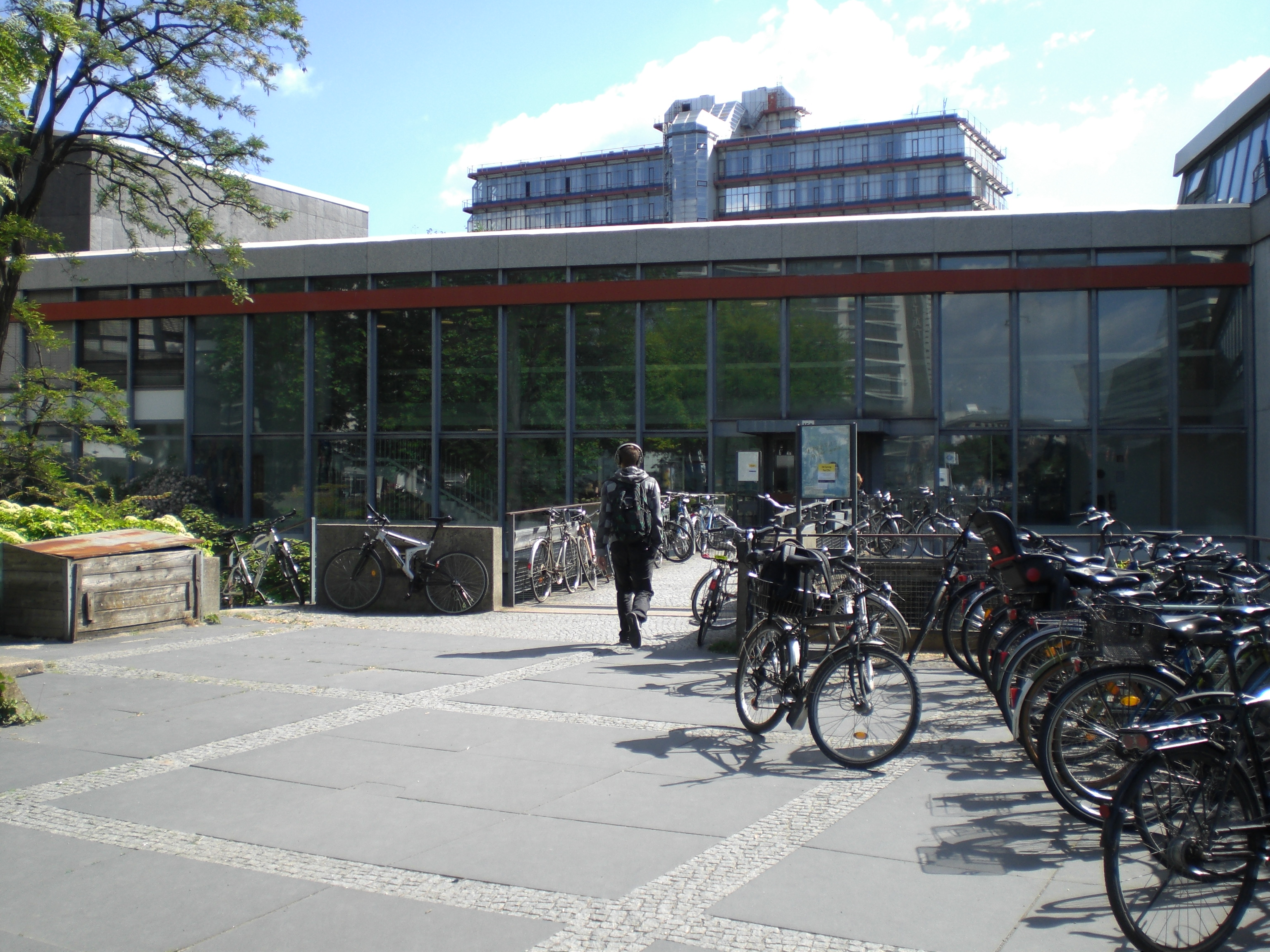
Außenansicht des Architekturmuseums, 2011

Das Architekturmuseum der Technischen Universität Berlin ist eine Sammlung von  Architekturzeichnungen überwiegend preußischer und deutscher Architekten des 18. bis 21. Jahrhunderts.

## Geschichte
Das Architekturmuseum wurde 1885/86 vom Architekten und Entwurfsprofessor Julius Carl Raschdorff an der Technischen Hochschule Berlin gegründet und ist eine der ältesten Einrichtungen dieser Art in Europa. Nach verschiedenen organisatorischen Veränderungen und entsprechenden Umbenennungen (1932: „Architektur-Archiv der TH Berlin“, 1946: „Plansammlung der Architekturfakultät“, 1972: „Plansammlung der Universitätsbibliothek der Technischen Universität Berlin“) führt die Einrichtung seit 2006 wieder den Namen „Architekturmuseum“. Seit derselben Zeit werden auch wieder regelmäßig Ausstellungen gezeigt.

## Bestand

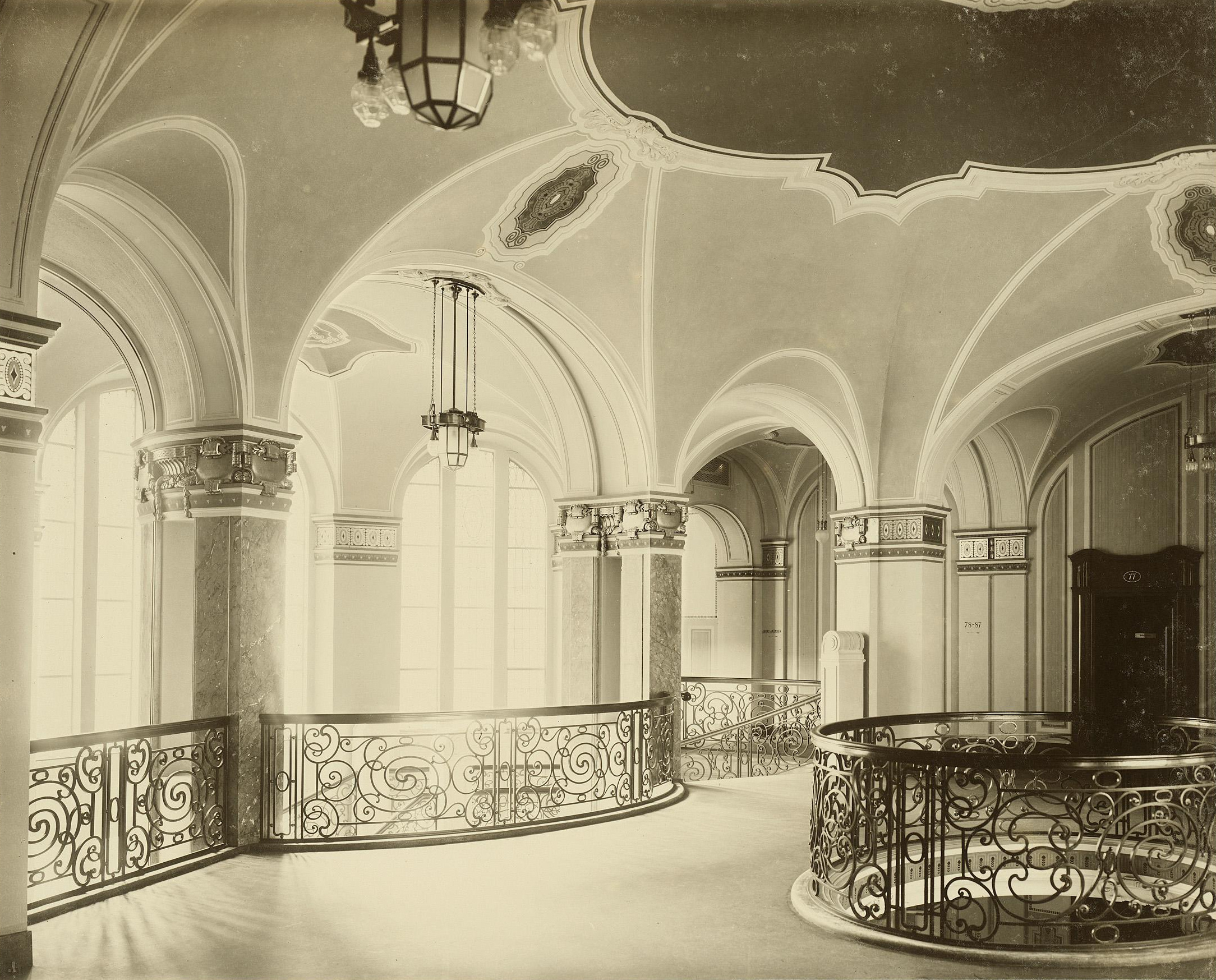
Fotobeispiel: Treppenhalle des Oberlandesgerichts Düsseldorf (1910)

1. Architektur des 19. und frühen 20. Jahrhunderts
2. Historische Fotografien
3. Ehemalige Bestände des Architekten-Vereins zu Berlin
4. Größere Einzelnachlässe und -teilnachlässe:
Gustav Allinger (1891–1974), Erwin Albert Barth (1880–1933), Erich Blunck (1872–1950), Karl Böttcher (1904–1992), Carl von Diebitsch (1819–1869), Gerhard Graubner (1899–1970), Herta Hammerbacher (1900–1985), Hermann Jansen (1869–1945), Otto Kohtz (1880–1956), Paul Lehmgrübner (1855–1916), Carl Johann Lüdecke (1826–1894), Werner March (1894–1976), Hermann Mattern (1902–1971), Alfred Messel (1853–1909), Karl Wilhelm Ochs (1896–1988), Helmut Ollk (1911–1979), Hans Poelzig (1869–1936), Martin Punitzer (1889–1949), Ernst Sagebiel (1892–1970), Paul Schwebes (1902–1978), Hans Simon (1909–1982).[2]

## Ausstellungen
- 2005: Neues Altes
- 2006: Schinkel – Bauten in Berlin und Potsdam
- 2006: Staatsarchitektur der Weimarer Republik
- 2007: Werner Issel Architekt. Industriebauten 1906-1966
- 2007: Jörn-Peter Schmidt-Thomsen: Lieblingsprojekte aus Lehre und Praxis
- 2007: Carl Heinrich Eduard Knoblauch (1801-1862)
- 2008: Fröhliche Neugestaltung
- 2008: Konstruktionen und Katastrophen
- 2009: David Gilly
- 2009: Alfred Messel. Visionär der Großstadt (gemeinsam mit der Kunstbibliothek), Kulturforum, Berlin
- 2010: Alfred Messel gegenwärtig
- 2010: HOME RUN
- 2010: Neben Schinkel. Die "Bauausführungen des preußischen Staats"
- 2010: Stadtvisionen 1910|2010
- 2011: Architekturbilder. 125 Jahre Architekturmuseum, Musterraum der Bauakademie, Berlin
- 2011: Die Produktive Stadt – Carrot City
- 2012: treppauf, treppab. Treppen in der Architekturfotografie vom 19. Jahrhundert bis heute
- 2012: Moderne Geisterstädte
- 2012: Balnea. Architekturgeschichte des Bades, Musterraum der Bauakademie, Berlin
- 2012: waldsteinwasserbauen
- 2013: Duktus – Ausdrucksmöglichkeiten in der Architekturzeichnung
- 2014: Messen – Zeichnen – Verstehen
- 2014: this is modern (gemeinsam mit dem Deutschen Werkbund Berlin), Palazzo Ca'tron, Venedig
- 2014: Imre Makovecz – Zeichnungen
- 2014: Bruno Taut. Fotos von Carsten Krohn
- 2015: George Matei Cantacuzino. Eine hybride Moderne
- 2015: Hansjörg Schneider: KRONOS
- 2015: Museumsvisionen, Musterraum der Bauakademie, Berlin
- 2015: The Berlin Project – Dragonerareal
- 2016: Moderne slowakische Architektur
- 2016: Harry Seidler: painting toward architecture
- 2016: Kaunas Interwar Architecture
- 2016: O.M. Ungers: Erste Häuser
- 2016: Das Alte Neue. Fotografien von Winfried Bullinger
- 2017: Neu Jerusalem. Erwin Gutkind und das Neue Bauen in Berlin
- 2017: Schinkel erhebt sich aus seinem Schrein. Der ZEIT-Wettbewerb zur Bauakademie 1995
- 2017: A Fashionable Style. Carl von Diebitsch und das Maurische Revival
- 2017: Zwei Deutsche Architekturen 1949–1989
- 2018: Artefakte des Entwerfens und ihre Wissenspraktiken
- 2018: Weimar. Modellstadt der Moderne?
- 2018: O.M. Ungers: Programmatische Projekte
- 2019: Egon Hartmann 1919-2009. Architekt und Stadtplaner in Ost und West
- 2019/2020: Experimental Diagramming. Between Spatial Figuration and Abstraction
- 2021: Queens of Structure. Projekte und Positionen von Bauingenieurinnen, kuratiert von Ulrike Tillmann
- 2021/2022: Modersohn & Freiesleben – Wirklichkeit / Reality
- 2022: Building Information, kuratiert von Kadambari Baxi, Elisa R. Linn, Klaus Platzgummer und Lennart Wolff
- 2022: O.M. Ungers: Die Konstruktion des städtischen Ortes

## Onlineangebot
Seit 2002 wird der Sammlungsbestand digital erfasst. Im August 2022 waren 156.649 des ca. 180.000 Objekte zählenden Bestandes digital verzeichnet und können auch online recherchiert werden.
Bis auf wenige Ausnahmen kann ein Digitalisat des Originals online eingesehen werden. Digitalisate von gemeinfreien Werke können ohne Einschränkungen heruntergeladen werden.
Die Bestände des Architekturmuseums können außerdem über die Europeana und die Deutsche Fotothek recherchiert werden.